# Maestro del Bambino Vispo
Maestro del Bambino Vispo (Firenze, XV secolo – Firenze, XV secolo) è stato un pittore italiano.

## Opere

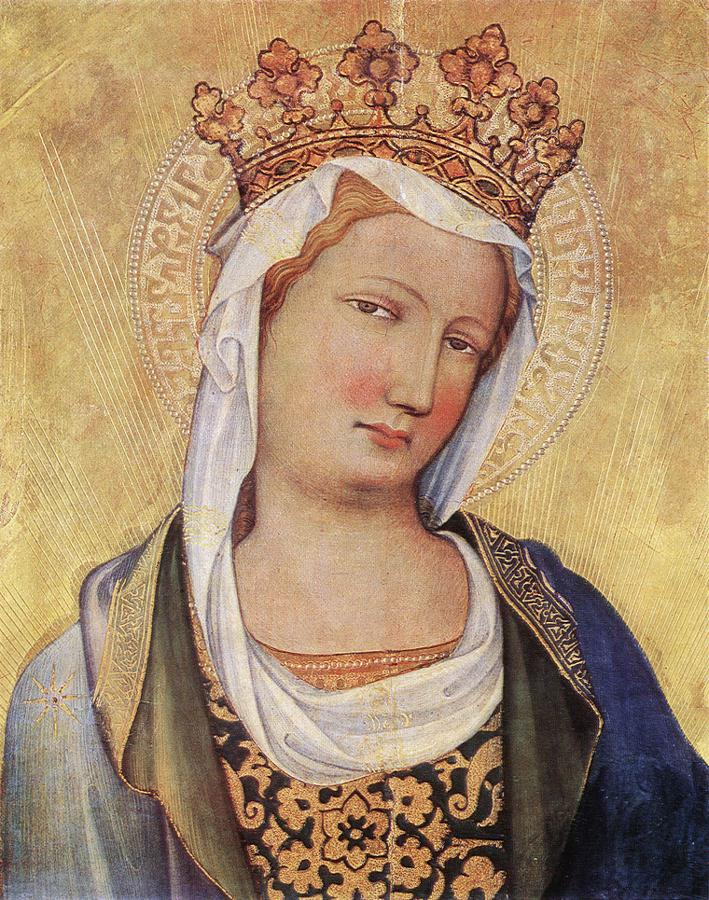
Vergine Maria, 1422-1423, Gemäldegalerie Alte Meister

Fu chiamato Maestro del Bambino Vispo da Osvald Sirén il pittore che raffigurò un Gesù Bambino lieto e scherzoso, che sgambetta sulle ginocchia della Madonna in una tavola conservata alla Galleria dell'Accademia di Firenze.
I panneggi e le vesti sono sontuosi, simili allo stile dei maestri tardogotici, quali Bicci di Lorenzo e Lorenzo Monaco, inoltre vi sono miscelati alcuni elementi espressivi tipicamente spagnoli, accentuati dal vivace colorismo.
Alcuni critici lo hanno identificato con Gherardo Starnina, di ritorno dal soggiorno valenciano; altri lo ritengono di origine spagnola, riconoscendolo in Miguel Alcañiz, per gli elementi del gotico con forti affinità della scuola di Valencia evidenziati nelle sue opere.
Le opere attribuite al Maestro del Bambino Vispo dal Sirén (1904-1905) sono: una Madonna col Bambino, san Giovanni Battista e san Zanobi (n.11); una Madonna con angeli e santi (n.50); una Madonna col Bambino e quattro santi, dipinti che sono esposti alla Galleria degli Uffizi; un'Assunzione alla chiesa di Stia; un trittico alla Galleria Doria Pamphilj; uno sportello di trittico con Santa Maria Maddalena e san Lorenzo nel Museo di Bonn, già attribuito a Lorenzo Monaco; due Madonne col Bambino presso collezioni private fiorentine; una Madonna nella Collezione Galli-Dum a Poggibonsi.
Mario Salmi nel 1913 aggiunse due sportelli di trittico allo spedale degli Innocenti, dai finissimi delicati panneggi che evidenziano un intenso goticismo lineare; una Madonna col Bambino e santi con predella a Borgo alla Collina (Arezzo), del 1423, simile al trittico della Galleria Doria già attribuito a Parri Spinelli, con cui il Maestro del Bambino Vispo ebbe contatti, una Madonna della Calli a Montemignaio (Arezzo).
A queste opere il Sirén, aggiunse nel 1914 altre opere, tra cui il pregevole Giudizio Universale della Pinacoteca di Monaco.
Sono attribuiti al Maestro del Bambino Vispo due scomparti di trittico con Santi nel Museo di Lucca; due frammenti di affreschi nel Museo di Santa Croce a Firenze, con Sant'Anna, la Vergine, il Bambino e due santi; un'Incoronazione della Vergine alla Pinacoteca di Parma; una Madonna in trono con angeli e due santi al Museo di Würzburg; una Madonna col Bambino al Kunsthistorisches Museum di Vienna, vicina a Parri Spinelli; un'Adorazione dei Magi della Kress Collection a Kansas City.